# Gleb Weniaminowitsch Filschtinski

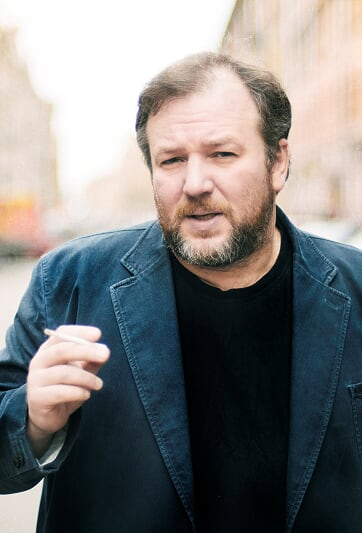
Gleb Weniaminowitsch Filschtinski

Gleb Weniaminowitsch Filschtinski (russisch Глеб Вениаминович Фильштинский; geboren am 2. Oktober 1970 in Leningrad) ist ein russischer Lichtdesigner.

## Leben und Werk
Filschtinski studierte an der St. Petersburger Akademie für Theaterkunst, wo er sich bereits auf Bühnenbild spezialisierte. Als Lichtdesigner gestaltete er neben zahlreichen Theaterproduktionen auch Showprogramme inklusive Pyrotechnik. 1996 gründete er zusammen mit Jewgeni Ginsburg den Workshop „Lighting for Theatre“. Er arbeitet regelmäßig am Mariinski- und am Alexandrinski-Theater in St. Petersburg sowie am Bolschoi-Theater in Moskau. Produktionen der jüngeren Zeit führten ihn auch nach München, Berlin, Paris und New York, an die English National Opera in London und an das Opernhaus Zürich. Er arbeitet regelmäßig mit den Regisseuren Dmitri Tschernjakow und Alvis Hermanis zusammen, mit Hermanis demnächst auch bei Madama Butterflyan der Mailänder Scala.
Gleb Filschtinski ist Mitglied des Verbandes der Theaterschaffenden Russlands und der gesamtrussischen Gesellschaft der Lichtdesigner.

## Ausgewählte Produktionen

### Arbeiten mit Dmitri Tschernjakow
- 2008 Eugen Onegin – Opéra National de Paris, Scala di Milano
- 2008 Lady Macbeth von Mzensk – Deutsche Oper am Rhein
- 2009 Wozzeck – Bolschoi-Theater Moskau
- 2010 Don Giovanni – Festival d’Aix-en-Provence
- 2011 Dialogues des Carmélites – Bayerische Staatsoper München
- 2012 Macbeth – Teatro Real Madrid
- 2012 Жизнь за царя – Mariinski-Theater St. Petersburg
- 2013 Die Legende von der unsichtbaren Stadt Kitesch und von der Jungfrau Fewronija – Mariinski-Theater und Teatro Liceu Barcelona
- 2013 Die Zarenbraut – Staatsoper Unter den Linden Berlin
- 2014 Fürst Igor – Metropolitan Opera New York

### Arbeiten mit Alvis Hermanis
- 2011 Platonow – Burgtheater Wien, Berliner Theatertreffen 2012
- 2012 Die Soldaten – Salzburger Festspiele
- 2012 Sommergäste von Maxim Gorki – Schaubühne am Lehniner Platz, Berlin
- 2013 Gawain – Salzburger Festspiele
- 2014 Jenůfa  – Théâtre de la Monnaie, Brüssel
- 2014 Il trovatore – Salzburger Festspiele
- 2014 Tosca – Staatsoper Unter den Linden, Berlin
- 2017 Parsifal – Wiener Staatsoper

## Ausgewählte Auszeichnungen
- Lettischer Nationalpreis für Theater
- Preis des St. Petersburger TV-Senders STS
- Preis der St. Petersburger Theatergesellschaft
- Estnischer Nationalpreis für Theater
- Goldene Maske